# 묘도 (인천광역시)

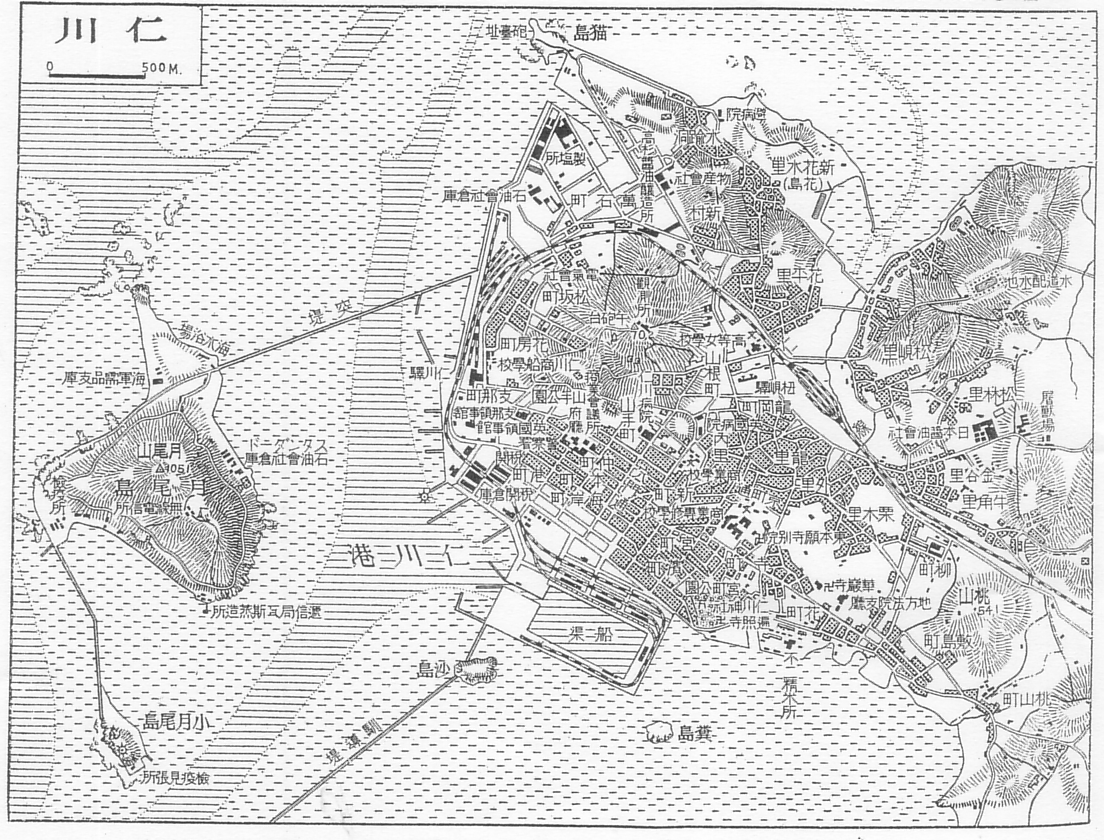
묘도가 기록된 1930년경의 지도

묘도(猫島) 또는 고양이섬은 인천광역시 동구 만석동에 있던 섬이다. 20세기 초반, 이나다 가쓰히코(稻田勝彦)라는 일본인이 일대의 공유수면을 매립해 육지화되었다. 현 위치는 인천항 만석부두 일원이다.
조선 말기에는 '묘도포대'가 논현포대, 북성포대, 제물포대, 장도포대 등과 함께 화도진에 소속되어 있었다. 일대의 마을이 '괭이부리말'이라는 지명으로 불린다. 1930년대 후반 조선기계제작소를 설립하면서 중앙의 산을 깎은 것으로 추정된다.

## 관련 문화
- 섬 인근에 들어선 '괭이부리말'은 김중미의 소설 《괭이부리말 아이들》의 배경이 되기도 했다.

## 논란
2015년 7월 소설 괭이부리말 아이들의 배경이 된 괭이부리마을에 체험 시설을 만들기로 한 계획이 취소됐다. 마을 주민들은 "지자체가 가난을 상품화해 쪽방촌과 마을 주민들을 구경거리로 만들고 있다"라며 강력히 반발해 계획을 무산시켰다.

## 같이 보기
- 만석동